# 阿爾巴尼亞裔土耳其人
阿爾巴尼亞裔土耳其人是指有阿爾巴尼亞人血統的土耳其公民。2008年土耳其國家安全會議報告估計，全國有1,300,000人有阿爾巴尼亞血統，其中50多萬人承認他們的祖先語言和文化與阿爾巴尼亞有關。他們多是因巴爾幹戰爭後自希臘和塞爾維亞逃來，也有些來自黑山和阿爾巴尼亞。

## 歷史
阿爾巴尼亞人在奧斯曼帝國軍事與政治生活中佔重要地位，很多人成為蘇丹親兵和大維齊爾。阿爾巴尼亞也是奧斯曼帝國最後一個歐洲屬國，在1912年11月28日宣布獨立。第一波移民是希土戰爭後的1923年人口互換。他們多住在伊斯坦布爾和布魯薩，第二次世界大戰後的阿爾巴尼人移民多住在伊茲密爾、蓋姆利克和艾登。
1965年土耳其人口普查，12,832位公民以阿爾巴尼亞語為母語，佔總人口0.04%。他們多住在布爾薩、萨卡里亚、托卡特和伊斯坦布爾等地，另有390,613人以阿爾巴尼亞語為第二語言。
許多阿爾巴尼亞人於1950至1970年代由南斯拉夫來到土耳其；伊斯蘭教在南斯拉夫受壓抑，很多穆斯林族斯拉夫人和阿爾巴尼亞人逃到土耳其。1990年代間，阿爾巴尼亞人則多為逃避科索沃衝突而來。現在大約1,300,000至3,000,000名阿爾巴尼亞人生活在土耳其，其中500,000人仍保留其認同。根據2011年的調查，大約15,000,000土耳其人識別為阿爾巴尼亞裔（占全國人口0.2%），一些來源稱有2,000,000至3,000,000人，另一些則稱4,000,000至5,000,000人，但因突厥化則不知其祖先。